# خلافات فهرنهايت 9/11
أثار محتوى الفيلم الوثائقي لعام 2004 فهرنهايت 11/9 (الذي فاز بالسعفة الذهبية في ذلك العام) جدلًا قبل وأثناء وبعد إطلاقه؛ قبل بضعة أشهر من الانتخابات الرئاسية الأمريكية لعام 2004. ينتقد الفيلم، الذي أخرجه مايكل مور، محاولة إدارة بوش ملاحقة أسامة بن لادن في أعقاب هجمات 11 سبتمبر، وكذلك حرب العراق. على الرغم من أن فهرنهايت 9/11 قد أشاد به النقّاد بشكل عام وحصل على العديد من الجوائز، إلا أن المدافعين عن بوش والعديد من المعلقين الآخرين انتقدوا الفيلم بسبب التناقضات، وعدم وجود سياق ولإتاحته عبر الإنترنت للتنزيل المجاني.

## النزاع حول العنوان المأخوذ من راي برادبري
يشير عنوان الفيلم إلى رواية راي برادبري «فهرنهايت 451» وهجمات 11 سبتمبر عام 2001. وقد أكِّد على مرجعية الرواية من خلال شعار الفيلم «درجة الحرارة حيث تحترق الحرية» (مقارنة بشعار الرواية: «درجة حرارة التي تحترق عندها الكتب»). صرح مور أن العنوان جاء من موضوع رسالة بريد إلكتروني تلقاها من أحد المعجبين بعد وقت قصير من 11 سبتمبر.
كان برادبري مستاء مما اعتبره الاستيلاء على عنوان روايته، وأراد إعادة تسمية الفيلم. ردًا على ذلك، كتب دان جيلمور أن العناوين لا يمكن أن تكون محمية بحقوق الطبع والنشر وأن بعض عناوين كتب برادبري الخاصة قد نُسخت من عناوين أخرى.

## حملة حركة النهوض بأمريكا
شنت مجموعة العمل السياسي المحافظة «النهوض بأمريكا» حملة لكتابة الرسائل للضغط على السلاسل المسرحية حتى لا تعرض الفيلم، وقارنت الفيلم بأنه فيديو تدريبي للقاعدة. وقالت ميلاني مورغان، العضوة في المجموعة ومقدمة البرامج الإذاعية الحوارية، لقد تسببنا لهم [دور السينما] في قدر هائل من التوتر.

## تحدي مجموعة المواطنون المتحدون أمام لجنة الانتخابات الفيدرالية
قدمت مجموعة المواطنون المتحدون، وهي مجموعة محافظة يديرها دافيد بوسي، شكوى أمام لجنة الانتخابات الفيدرالية متهمةً أن إعلانات الفيلم تشكل دعاية سياسية، وبالتالي يجب عدم بثها قبل 60 يومًا من الانتخابات أو قبل 30 يومًا من مؤتمر الحزب. في 5 أغسطس، رفضت لجنة الانتخابات الفيدرالية بالإجماع الشكوى إذ لم تجد أي دليل على أن إعلانات الفيلم قد انتهكت القانون. كما رُفضت شكوى أخرى قدمت في عام 2005.

## الجدل حول محتوى الفيلم
وصفت شيلاغ موراي فهرنهايت 9/11 في صحيفة وول ستريت جورنال بأنه صورة ساخرة قاسية ومثيرة للجدل لرئاسة بوش. كتب ستيفن دالتون من صحيفة التايمز أن الفيلم حقق ما يكفي من أهدافه الساخرة للتأهل كفيلم مهم وفي الوقت المناسب. يقول ديسون طومسون: هناك ما هو أكثر في فهرنهايت 9/11 من السخرية الحزبية... المثير للإعجاب هنا ليس العداء السياسي لمور أو ذكاءه المدغدغ. إنه قوة الجدل والصادقة لإقناعه المشاهد. أعرب المؤلف والمدون أندرو سوليفان عن وجهة نظر معاكسة، إذ كتب أن فيلم مور يفسد بشدة إمكانية النقاش الحقيقي والعاقل في ثقافتنا. كتبت الصحفية الكندية ليندا ماكويج ردًا على سوليفان: ما هذا، لقد أغلقت وسائل الإعلام النقاش الحقيقي منذ فترة طويلة. ولأن الجدل قد تآكل تمامًا من قبل وسائل الإعلام الرئيسية... فإن فيلم مور يستقبل بامتنان شديد من قبل الكثيرين. يعتبر دينيس هاميل الفيلم سبتمبر بمثابة تصحيح لقرع طبول الإذاعة الحوارية اليمينية.
أكد الصحفي والناقد الأدبي الإنجليزي الأمريكي كريستوفر هيتشنز والسياسي الديمقراطي إد كوخ أن الفيلم يحتوي على تحريفات وأكاذيب ودعاية. قارن هيتشنز أيضًا مايكل مور ليني ريفنستال في نقده لمجلة سليت، قائلًا هنا نلمح اندماجًا محتملًا بين الإجراءات الصارمة لحركة MoveOn.org والمعايير السينمائية، إن لم تكن بالضبط المهارات السينمائية، لسيرجي آيزنشتاين أو ليني ريفنستال. ووصف مور فيما بعد بأنه انتهازي منحل تمامًا وشخص قاسي للغاية.
وصف المؤلف والمعلق السياسي بيتر هولدينغ تشبيه هيتشنز بأنه هستيري وغير عادل ومهين، مضيفًا أن بعض الانتقادات الموجهة لفيلم مور تظهر نفس الخصائص التي انتقدها فيلم مور. كتب زميله في صحيفة سليت وناقد حرب العراق ديفيد إدلشتاين، على الرغم من دعمه للفيلم بشكل عام، كتب أن الفيلم هو عمل دعاية مضادة لها قوة تنمر بائسة، لكنه وصفها بأنها إساءة استخدام مشروعة للسلطة. وافق المفكر الفرنسي البارز برنار هنري ليفي على أن الحرب كانت فكرة سيئة، لكنه كان متعاطفًا مع وجهة نظر المحافظين الجدد واختلف مع ما اعتبره حجة الفيلم الجوهرية، بأنه ليس لدينا سبب للتدخل في الشرق الأوسط. زعم جو سكاربورو أن مور قد تهرب من الانتقادات وتجنب المقابلات معه أو مع هيتشنز.
نشر مور قائمة الحقائق ومصادر الفيلم ووثيقة تؤسس الاتفاقات بين النقاط الواردة في فيلمه ونتائج لجنة 11 سبتمبر (اللجنة المستقلة المكونة من الحزبين والتي وجهها الكونغرس وبوش للتحقيق في الحقائق والظروف المحيطة بهجمات 11 سبتمبر).

### بوش يقرأ لطلاب المدرسة
في وقت مبكر من الفيلم، أوضح مور أن بوش استمر في قراءة قصة المعزة لفصل دراسي من طلاب الصف الثاني في مدرسة إيما إي.
أوضح مدير المدرسة، غويندولين توس-ريجيل، لا أعتقد أن أي شخص كان بإمكانه التعامل مع الأمر بشكل أفضل. ما الذي كان سيخدمه لو قفز من كرسيه وخرج من الغرفة؟ وقد أعرب بعض تلاميذ المدرسة، الذين كبروا الآن، عن وجهات نظر مماثلة؛ صرحت ماريا ويليامز، إحدى الطالبات، عام 2011، أنا سعيدة فقط لأنه لم ينهض ويغادر لأنني حينها كنت سأشعر بالخوف والارتباك أكثر.
جاء في تقرير موظفي لجنة الحادي عشر من سبتمبر بعنوان ارتجال الدفاع عن الوطن: شعر الرئيس أنه يجب عليه إظهار القوة والهدوء حتى يتمكن من فهم ما كان يحدث بشكل أفضل.
وفقًا لمراسل البيت الأبيض البارز بيل سامون ونظرته الداخلية على رد إدارة بوش على أحداث 11 سبتمبر بعنوان القتال: الحرب على الإرهاب من داخل البيت الأبيض، كان السكرتير الصحفي آري فلايشر يمسك بمذكرة قانونية كتب عليها رسالة تطلب من بوش ألا يقول أي شيء أبدًا.

### التناقض المزعوم بشأن براءة بن لادن المفترضة
وفقًا لكريستوفر هيتشنز، جادل مور في مناظرة عامة سابقة بأن أسامة بن لادن يُفترض أنه بريء حتى تثبت إدانته، وبالتالي يشكك في معاملة بن لادن في الفيلم. هناك شيء -لا أستطيع أن أخمنه، بما أننا كنا نعرف الكثير في ذلك الوقت كما نعرفه الآن- قد أقنع مور على ما يبدو منذ ذلك الحين بأن أسامة بن لادن مذنب بالتأكيد. في الواقع، أصبح أسامة فجأة مذنبًا وقويًا للغاية لدرجة أن أي مناقشة أخرى من أي موضوع آخر تُعد إلهاءً خطيرًا عن النضال ضده. أعتقد أنني أتفهم ملاءمة هذا التحول المتأخر. دُعي هيتشنز لاحقًا للظهور في برنامج جو سكاربورو الحواري، سكاربورو كانتري، وفي ذلك الوقت أعيد عرض شريط تسجيل مناظرته مع مور في مهرجان تيلورايد السينمائي في عام 2002.